# New Zealand Federation of Labour (1937–1987)
Die New Zealand Federation of Labour (NZFOL) war eine 1937 in Neuseeland gegründete Gewerkschaft, die zu der Zeit die zersplitterte Arbeiterbewegung des Landes vereinigen konnte. Sie bestand bis zum Jahr 1987 und wurde in dem Jahr von der neu gegründeten New Zealand Council of Trade Unions (CTU) abgelöst.

## Geschichte
Als mit dem Übergang von 1935 zu 1936 die New Zealand Labour Party zum ersten Mal die Regierung stellen konnte, war man in den Arbeiterorganisationen des Landes der Meinung, die verschiedenen Teile der Gewerkschaftsbewegung zusammenführen zu müssen, um dann zusammen mit der Labour Party gemeinsam Ziele der Arbeiterschaft besser verfolgen zu können. Mit der Gründung der zweiten New Zealand Federation of Labour – die Erste bestand in den Jahren 1909 bis 1913 – sollten die Trades Union Councils, die Alliance of Labour und anderer Arbeitnehmerorganisationen in ihren Führungsrollen abgelöst und die Folgen der Weltwirtschaftskrise mit der Massenarbeitslosigkeit, mit den Lohnkürzungen und den damit verbundenen sozialen Notlagen überwunden werden.
Vom 14. bis 19. April 1937 trafen sich daher die Delegierten von 212 Industrieorganisationen des Landes in Wellington zur Industrial Unity Conference. Zusammen vertraten die Organisationen damit rund 170.800 Gewerkschafter. Trotz der großen Anzahl an Organisationen, kamen die größten Delegationen von fünf nationalen Gewerkschaftsorganisationen, der Trades and Labour Councils' Federation und der Alliance of Labour, der New Zealand Workers' Union, der New Zealand Waterside Workers' Union und der Union of Railwaymen.
Mit der Gründung der neuen New Zealand Federation of Labour folgten die Verhandlungen mit der Regierung zur Schaffung eines einheitlichen zentralen Lohnfestsetzungssystems, das die Beziehung zwischen Arbeitnehmer und Arbeitgeber über Jahrzehnte dominieren sollte. Die egalitäre Lohnstruktur wurde zu einem Eckpfeiler des Wohlfahrtsstaates jener Tage und die New Zealand Federation of Labour zu einem wichtigen Akteur in der neuseeländischen Volkswirtschaft.
Die Regierung ihrerseits machte die Lohnkürzungen der Weltwirtschaftskrise wieder rückgängig, führte für Streitfälle die Schlichtung wieder ein und machte die Mitgliedschaft in einer Gewerkschaft für Arbeitnehmer, die von Tarifverträgen betroffen waren, zur Pflicht. Die Folge war ein Anstieg an Gewerkschaftsgründungen und ein Mitgliederzuwachs organisierter Arbeitskräften von rund 81.000 im Jahr 1935 auf über 254.000 Mitglieder im Jahr 1939.
Nach Ende des Zweiten Weltkriegs führten militante Gewerkschaften, die das Schlichtungssystem ablehnten, zu Konfrontationen und 1951 zur Aussperrung der Hafenarbeiter des Landes. Aus Solidarität mit den Hafenarbeitern, die mit finanziellen Schwierigkeiten und schlechten Arbeitsbedingungen zu kämpfen hatten, traten rund 20.000 Beschäftigte anderer Berufszweige mit in den Ausstand. Der Arbeitskonflikt war mit 151 Tagen der größte seiner Art, den Neuseeland bis dahin gesehen hatte. Da die New Zealand Federation of Labour den Streik der militante Gewerkschaften nicht unterstützte, wurde die Waterside Workers' Union ausgeschlossen, was in Folge dazu führte, dass sich an ihrer Stelle 26 lokale Gewerkschaften gründeten.
Ende der 1960er Jahre begann auch das zentralisierte Lohnfestsetzungssystem zu bröckeln, was zu wirtschaftlicher Instabilität und veränderten Arbeitsbeziehungen führte. Die folgenden zwei Jahrzehnte waren deshalb von Arbeitskonflikten und Kompromissen zwischen der New Zealand Federation of Labour und den Arbeitgebern geprägt. Steigende Inflation und Arbeitslosigkeit machten auch Kompromisse mit der Regierung notwendig. 1982 schlug die Public Service Association (PSA) dann vor, eine neue zentrale Gewerkschaftsorganisation zu bilden. Nach einer fünf Jahre andauernden Debatte darüber wurde 1987 schließlich die New Zealand Council of Trade Unions (NZCTU) gegründet, die heute als New Zealand Council of Trade Unions Te Kauae Kaimahi der Öffentlichkeit bekannt ist. Sie löste damit die New Zealand Federation of Labour und die Combined State Unions (CSU) ab.